# Neurotensina

Fórmula: C78H121N21O20. Massa molar: 1672.92.

Neurotensina (NT) é um peptídeo de 13 aminoácido, que está implicado na regulação do hormônio luteinizante (LH) e libertação da prolactina e tem interação significativa com o sistema dopaminérgico.

## Localização
A neurotensina está distribuída por todo o sistema nervoso central(SNC), com níveis mais elevados no hipotálamo, amígdala cerebelosa e no núcleo accumbens. No sistema periférico a neurotensina é encontrada nas células endócrinas do intestino delgado.

## Função
No SNC induz a uma variedade de efeitos, incluindo:
- Analgesia (diminuição da dor);
- Hipotermia (diminuição da temperatura corporal);
- Aumento da atividade locomotora;
- Regulação das vias de dopamina;
- Aumento da produção de glutamato.

No Sistema nervoso periférico (SNP) induz a:
- Diminui o peristaltismo;
- Aumenta a circulação no íleo;
- Contrai a musculatura lisa intestinal.

## Patologias
Provavelmente sua falta está associado com alguns casos de transtornos dopaminérgicos como psicose e abuso de drogas e seu excesso com parkinsonismo. Pode ter funções antipsicóticas. Além disso seu excesso periférico pode estar associado com câncer colorretal.